# 1932年11月德国国会选举
1932年11月德国国会选举（德語：Reichstagswahl November 1932）于1932年11月6日在德国举行。这次选举中，纳粹党表現不算太理想，而共产主义势力和代表民族保守主义的德国国家人民党得票上升；纳粹党人對选举结果极为失望，虽然他们再次成为第一大党，但席位不如過去，且无法单独在国会中组建政府。选后，由威廉·开普勒的亲希特勒产业社交团体内成员和一些实业家及农业利益者向总统保罗·冯·兴登堡上书的《产业请愿》呼吁立刻任命阿道夫·希特勒为总理。同期还有另一份支持帕彭政府的337位实业家请愿书。当时纳粹党正面临资金枯竭的窘境，再加之格雷戈尔·施特拉塞尔和希特勒之间的分歧进一步公开化，选举结果较7月有所下滑。
第7届国会选举是在1933年1月30日纳粹党掌权之前魏玛共和国最后一次自由和公正的选举，接下来的1933年3月选举中几乎伴随着大规模的政治镇压，尤其是针对共产主义者和社会民主主义者政治家。德国下一次自由的选举出现在西德1949年举行的选举；而全德国的自由选举，则是在1990年两德统一以后的1990年德國聯邦議院選舉。

## 背景

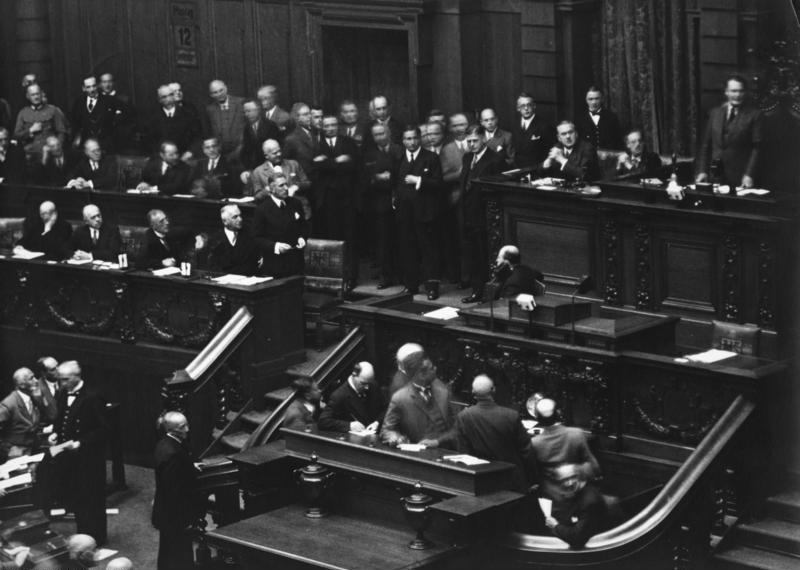
1932年9月12日国会：携带总统国会解散令的总理帕彭（左中站立人物）要求发言时议长戈林（右上站立人物）故意将头转向另一个方向不予理会

選舉結果

1932年9月12日，第6届国会唯一一次会议期间，帕彭政府面临执政危机。会议议程仅有一项，审议政府的报告，但德国共产党提出废除两项紧急法令，并对帕彭政府进行不信任投票，没有议员反对。
国家社会主义德国工人党党魁希特勒在讨论了该事项后表示支持德共的提议。会议暂停的半小时让冯·帕彭有时间赶紧派人去德国总理府拿取已由德国总统保罗·冯·兴登堡签署的国会解散命令并将其带回国会。在国会议员的辱骂和嘘声中，帕彭在胳膊下夹着德国总统的红色文件夹进入国会大厦，并向国会议员挑衅地挥手。
议长赫尔曼·戈林主持重新开始会议并立即表示现在将对德共提案进行投票。总理帕彭要求发言，戈林在正在进行的投票期间故意向左看，并无视总理的发言请求。帕彭随后将红色文件放在戈林的桌上，并与他的部长们一起离开了国会大厦。国会最终以512票对42票的压倒性多数废除了帕彭的紧急解散国会法令。
戈林认为该法令没有效力，因为是由已经解散了的内阁签署的。然而，由于该命令在递交给戈林时已经生效，因此在投票结果确定之前，第6届德国国会已经合法解散，新的国会选举最迟将在11月6日举行。国会解散的理由是“……因为国会有可能要求废除我今年9月4日的紧急法令。” 
帕彭在解散国会后仍继续执政。因此他没有在当天的国会发表政府报告，而是在晚上的广播中发表了他的政府报告。他在报告中概述了他正在计划的新秩序。正式民主应该被“公正的国家治理”所取代。选民的影响力应该基本上限于帝国总统的选举。成功解决因1929年经济危机造成的失业问题对帕彭政府的生存至关重要
。然而，尽管实施了被称为“帕彭计划”的一揽子方案，但由于政策的时滞性，在选举时仍然未能奏效。